# Liste der Kulturdenkmale in Heiterblick
Die Liste der Kulturdenkmale in Heiterblick enthält die Kulturdenkmale des Leipziger Stadtteils Heiterblick, die in der Denkmalliste vom Landesamt für Denkmalpflege Sachsen mit Stand 2017 erfasst wurden. (Anm.: durch die Stadtbezirksaufteilung 2013 gehören der nördliche Teil der Stadtteilgrenze bis zur Bahnstrecke Leipzig-Eilenburg zum Stadtteil Heiterblick und nicht zum Stadtteil Thekla lt. Flurstückmarkierung 140437 – 136/9)

## Legende
- Bild: Bild des Kulturdenkmals, ggf. zusätzlich mit einem Link zu weiteren Fotos des Kulturdenkmals im Medienarchiv Wikimedia Commons. Wenn man auf das Kamerasymbol klickt, können Fotos zu Kulturdenkmalen aus dieser Liste hochgeladen werden:
- Bezeichnung: Denkmalgeschützte Objekte und ggf. Bauwerksname des Kulturdenkmals
- Lage: Straßenname und Hausnummer oder Flurstücknummer des Kulturdenkmals. Die Grundsortierung der Liste erfolgt nach dieser Adresse. Der Link (Karte) führt zu verschiedenen Kartendiensten mit der Position des Kulturdenkmals. Fehlt dieser Link, wurden die Koordinaten noch nicht eingetragen. Sind diese bekannt, können sie über ein Tool mit einer Kartenansicht einfach nachgetragen werden. In dieser Kartenansicht sind Kulturdenkmale ohne Koordinaten mit einem roten bzw. orangen Marker dargestellt und können durch Verschieben auf die richtige Position in der Karte mit Koordinaten versehen werden. Kulturdenkmale ohne Bild sind an einem blauen bzw. roten Marker erkennbar.
- Datierung: Baubeginn, Fertigstellung, Datum der Erstnennung oder grobe zeitliche Einordnung entsprechend des Eintrags in der sächsischen Denkmaldatenbank
- Beschreibung: Kurzcharakteristik des Kulturdenkmals entsprechend des Eintrags in der sächsischen Denkmaldatenbank, ggf. ergänzt durch die dort nur selten veröffentlichten Erfassungstexte oder zusätzliche Informationen
- ID: Vom Landesamt für Denkmalpflege Sachsen vergebene, das Kulturdenkmal eindeutig identifizierende Objekt-Nummer. Der Link führt zum PDF-Denkmaldokument des Landesamtes für Denkmalpflege Sachsen. Bei ehemaligen Kulturdenkmalen können die Objektnummern unbekannt sein und deshalb fehlen bzw. die Links von aus der Datenbank entfernten Objektnummern ins Leere führen. Ein ggf. vorhandenes Icon  führt zu den Angaben des Kulturdenkmals bei Wikidata.

## Liste der Kulturdenkmale in Heiterblick
| Bild           | Bezeichnung                                                                        | Lage                         | Datierung                                                        | Beschreibung | ID       |
| -------------- | ---------------------------------------------------------------------------------- | ---------------------------- | ---------------------------------------------------------------- | --- | -------- |
| Weitere Bilder | Völkerschlacht bei Leipzig; Apelstein Nr. 38                                       | Leupoldstraße (Karte)        | bez. 1863, mehrmals umgesetzt, letztens 2001, erne (Gedenkstein) | Apelstein Nr. 38 (V); Gedenkstein zur Erinnerung an die Kämpfe der Völkerschlacht bei Leipzig 1813, 50.000 Mann unter dem schwedischen Kronprinzen Karl Johann, geschichtlich von Bedeutung, bis 2000 einziger Gedenkstein für schwedische Truppen, Bedeutung für die Militärgeschichte und die Volksbildung | 09262905 |
| Weitere Bilder | Kinderheim der Fregestiftung; später Jugendheim Heiterblick: Ehemaliges Kinderheim | Torgauer Straße 331a (Karte) | 1907 (Jugendheim/Kinderheim)                                     | Villenartiger Wohnhausbau in offener Bebauung, Kinderheim der Fregestiftung (Klinkerfassade); herausragendes Objekt Leipziger Stiftungsgeschichte, bedeutsamer sozialgeschichtlicher Bau, Wertigkeit für die Volksbildung Die „Stadtgemeinde Leipzig als Verwalterin der Fregeschen Stiftung“ beantragt am 29. März 1898 den Bau einer „Bewahranstalt für verwahrloste Kinder“. Dr. Tröndlin unterzeichnete den 1897 vom Hochbauamt der Stadt erarbeiteten Entwurf für ein Haupt- und ein Wirtschaftsgebäude (ehemals Nr. 331a). Neben Wohn- und Schlafsälen sowie Küche und Lehrerzimmer waren Lehrerwohnungen im Haus untergebracht. Der Bodenraum nahm u. a. auch Wäschedepot und Kleiderkammer, Krankenzimmer, Strafzelle und eine „Gehülfenkammer“ auf. Nicht mehr vorhanden ist das rückwärtig gelegene Wasch- und Schweinestallgebäude. 1899 erfolgte nach Fertigstellung eine Anmeldung der „Gebäude der Frege-Stiftung für sittlich gefährdete Kinder“ zur Brandversicherungskasse. Der breit gelagerte, am Schulhaustypus der Zeit orientierte Bau mit Klinkerfassade, vierachsigem Mittelrisalit mit Zwerchhaus und großzügiger Holzveranda an der rechten Giebelwand vor den Wohnräumen. Abbruch des Uhrturmes mit Welscher Haube 1966 im Zusammenhang mit einer Neueindeckung des Daches. Die Anlage ehemals mit kleinem gestalteten Park, größeren Gartenflächen, Hühnerhof und eigenem Brunnen sowie Komposthaufen. Abbruch des Gebäudes für weitere Park- und Abstellplätze des benachbarten VW-Autohauses im Jahr 2007. Der Bauantrag für ein neues Wohnhaus der „Anstalt am Heiteren Blick“ unterzeichnete Stadtbaudirektor Otto Wilhelm Scharenberg 1907 (heute Nr. 331a). Der villenartig anmutende Bau mit kleiner in den Baukörper integrierter Veranda, vielgliedriger Dachlandschaft, Fachwerkgiebel und insgesamt engem gestalterischen Bezug zum Haupthaus. Beschäftigungsräume nebst Schneiderstube und Abstellkammern waren im Kellergeschoss, Küche und die Zimmer für etwa 30 Knaben in der Etage darüber eingerichtet. Im Obergeschoss zunächst zwei Mädchenkammern und Zimmer der Hilfslehrer, 1914 erfolgte der Umbau zum Zöglingsschlafsaal. Auch nach dem zweiten Weltkrieg keine Änderung der ursprünglichen Nutzung (Spezialkinderheim, Jugenderziehungsheim, Jugendwerkhof). 1997–1999 Sanierung des kleineren Gebäudes und Umbau in ein Gästehaus der Firma Gebr. Kamps; später wieder Leerstand mit einhergehender Verwahrlosung. | 09301436 |
| Weitere Bilder | Bahnwärterhaus und Geräteschuppen eines Bahn-Haltepunktes                          | Wodanstraße 60 (Karte)       | um 1910 (Beamtenwohnhaus)                                        | Wohnhaus (ehemals Bahnwärterhaus) Klinkerbau, Nebengebäude in Fachwerk, ortsgeschichtlich und eisenbahngeschichtlich von Bedeutung | 09260418 |